# إي سونغ هون (مغني)
إي سونغ هون (مواليد 11 يناير 1992) هو مغني راب وراقص أساسي وكاتب أغاني جنوب كوري من فرقة وينر،
اشترك في برنامج كيبوب ستار حيث أظهر قدرته المذهله في الرقص بالرغم من عدم فوزه. فأعجب به يانغ هيون سوك أحد حكام المسابقة رئيس شركة واي جي إنترتينمنت وضمه إلى شركته.

## وصلات خارجية
- إي سونغ هون على موقع ميوزك برينز (الإنجليزية)
- إي سونغ هون على موقع ديسكوغز (الإنجليزية)